# Pedro Gual

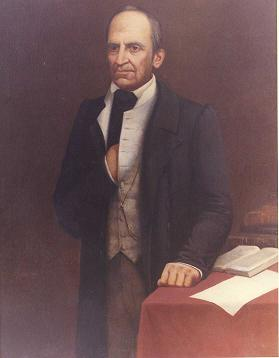
Pedro Gual

Pedro José Ramón Gual Escandón (* 17. Januar 1783 in Caracas, Generalkapitanat Venezuela; † 6. Mai 1862 in Guayaquil, Ecuador) war ein venezolanischer Politiker, zudem auch Diplomat, Journalist und Rechtsanwalt. 1858 wurde er als Nachfolger von José Tadeo Monagas zum ersten Mal Präsident der Republik Venezuela, nach drei Tagen jedoch von Julián Castro Contreras abgelöst. Nachdem er 1859 zum zweiten Mal für eine kurze Zeit das Präsidentenamt bekleidet hatte, wurde er Vizepräsident von Manuel Felipe Tovar. Nach dessen Rücktritt wurde er 1861 zum dritten Mal Präsident des Landes. Er wurde von dem späteren Diktator José Antonio Páez abgelöst.

## Leben und politische Karriere
Pedro Gual wurde am 17. Januar 1783 in Caracas geboren. Seine Eltern waren José Ignacio Gual und Josefa Mónica Escandón. Er war der Neffe von Manuel Gual Curbelo, der 1797 zusammen mit José María España eine revolutionäre Bewegung gegen die Herrschaft der spanischen Krone in Venezuela organisiert hatte. Diese Unabhängigkeitsbestrebung wurde in der Geschichtsschreibung als die Verschwörung von Gual und España bekannt. Aufgrund der Beteiligung seines Onkels an dem Revolutionsversuch war seine Familie viele Jahre lang heftigen Verfolgungen durch die spanischen Behörden ausgesetzt.
Pedro Gual studierte an der Universidad Central de Venezuela, damals Königliche und Päpstliche Universität von Caracas, wo er 1806 ein Diplom und 1807 einen Doktortitel in Theologie erwarb und 1808 sein Studium des Zivilrechts abschloss. Während dieser Zeit war einer seiner Professoren Juan Germán Roscio, der spätere Sekretär für Außenbeziehungen des Obersten Rates von Caracas.
Ab 1809 arbeitete Gual in der Anwaltskanzlei von Felipe Fermín Paúl in Caracas und begann auch dort, Stimmung gegen das Regime zu machen. Die Behörden verdächtigten ihn, Nachrichten zu verbreiten, die von Francisco de Miranda stammten, der von London aus die Unabhängigkeitsbestrebungen Venezuelas unterstützte. Um einer Überstellung nach Spanien zu entgehen, bat Gual den Gouverneur und Generalkapitän Vicente Emparan um die Erlaubnis, sich auf die Insel Trinidad, die damals unter englischer Herrschaft stand, zu begeben. Als Miranda, der schon Jahre zuvor im regelmäßigen Briefwechsel mit Pedro Guals Vater José Ignacio Gual und dessen Bruder Manuel Gual stand, im Dezember desselben Jahres aus Europa zurückkehrte, fungierte Pedro Gual als sein persönlicher Sekretär. Er schloss sich auch der Patriotischen Gesellschaft von Caracas (Sociedad Patriótica de Caracas) an, deren Vorsitz er drei Mal innehatte, und arbeitete an der Herausgabe ihres Sprachrohrs El Patriota de Venezuela mit.
1811 wurde er zum Treuhänderanwalt des Gemeinderates von Caracas gewählt, womit seine ersten Schritte in die Politik begannen. Nach der Unabhängigkeit Venezuelas wurde er in die Provinzgesetzgebung von Caracas gewählt. Er wurde als Diplomat nach Washington, D.C. geschickt, um die Unabhängigkeit von Venezuela anerkennen zu lassen. 1813 gründete Gual die Zeitung El Observador Colombiano. Ebenfalls 1813 wurde er erneut als Präsident seiner eigenen Abteilung in die Provinzgesetzgebung gewählt. Nach dem Zerfall der zweiten Republik übernahm er 1815 das Amt des Gouverneurs von Cartagena. Die Regierung Cartagenas ernannte ihn im selben Jahr zum amerikanischen Diplomaten für die Unabhängigkeit Venezuelas. 1820 kehrte er zurück und wurde zum Gouverneur von Cartagena ernannt. 1821 wurde er zum Finanzminister und zum Außenminister ernannt. 
1822 heiratete er Rosa Maria Dominguez. 1825 trat er von seinen Ämtern zurück. Er Organisierte einen Kongress in Panama, den sogenannten Amphiktionskongress. Danach verschlug es ihn bis 1829 nach Mexiko. Als er zurückkehrte, kam er ebenfalls zurück in die Politik und zog in den Stadtrat von Guayaquil ein. Er verhandelte auch den Friedensvertrag zwischen Peru und Kolumbien. Nach dem Sturz von José Tadeo Monagas übernahm er das Amt des Staatsoberhauptes und war an der Ausarbeitung der Verfassung beteiligt. 1860 wurde er zum Vizepräsidenten gewählt. Durch den Rücktritt seines Vorgängers, Manuel Felipe de Tovar, wurde er Präsident. 1861 wurde Gual von José Antonio Páez gestürzt. Einige Monate später starb er in Guayaquil.
Nach Pedro Gual ist einer von 21 Bezirken (Municipios) im venezolanischen Bundesstaat Miranda benannt.